# 特奧特佩克
特奧特佩克（西班牙語：Teotepeque），是薩爾瓦多的城鎮，位於該國中西部，由拉利伯塔德省負責管轄，面積109.67平方公里，海拔高度501米，2007年人口12,320，人口密度每平方公里112.34人。
13°35′7″N 89°31′6″W / 13.58528°N 89.51833°W